# La Piste de Santa Fe
Pour plus de détails, voir Fiche technique et Distribution.

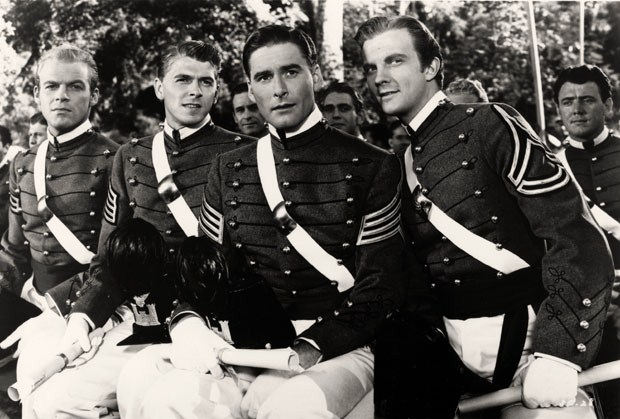
David Bruce, Ronald Reagan, Errol Flynn et William Lundigan

La Piste de Santa Fe (titre original : Santa Fe Trail) est un film américain de Michael Curtiz sur un scénario original de Robert Buckner, sorti en 1940. Ce western est controversé pour son penchant pro-esclavagiste et sa critique de l'abolition de l'esclavage.
L'armée des États-Unis envoie de jeunes diplômés de West Point combattre le fanatisme de John Brown, qui vise à l'abolition de l’esclavage.

## Synopsis
En 1854, une forte camaraderie unit sept jeunes officiers américains terminant leur formation dans la prestigieuse académie militaire de West Point : George Armstrong Custer, Philip Sheridan, James Longstreet, John Bell Hood, George Pickett, James Stuart et Bob Holliday. Stuart s'oppose à Carl Rader, un autre élève, partisan de l'abolitionniste John Brown. Une bagarre s'ensuit. Le colonel Tobert Lee chasse Rader de l’armée pour ne pas avoir respecté la neutralité politique de celle-ci, et « punit » « Jeb » Stuart et ses camarades en les affectant à l'unité de cavalerie cantonnée à Fort Leavenworth, dans le territoire du Kansas, ce qui les ravit. Leur diplôme leur est remis par le secrétaire à la Guerre Jefferson Davis.
Dans le train qui les emmène à Leavenworth, Custer et Stuart rencontrent un riche constructeur de voies ferrées, Cyrus K. Holliday, et sa fille, la belle Kit Carson. Oliver, le fils de John Brown, emmène une famille noire au Kansas dans le même train, mais d'autres blancs veulent les faire descendre avant la frontière pour qu'ils ne puissent pas entrer au Kansas. Oliver tue l'un d'eux et s'enfuit.
Avant de conduire un convoi de son père à Santa Fe, Custer et Stuart tirent au sort Kit Carson Holliday, dont ils se disent amoureux fous. Carl Rader rejoint « le camp de John Brown, chef des abolitionnistes, dont les attaques sanglantes terrorisent le Kansas ». John Brown promet la mort à ceux qui trahiraient la cause abolitionniste. John Brown, sous le nom de Smith, vient à la rencontre du convoi avec Carl Rader et leurs hommes pour prendre livraison de huit caisses « de bibles », qui s'avèrent pleines d'armes. Custer et Stuart les poursuivent quand ils s'en rendent compte, récupèrent les armes ainsi que Jason, le fils cadet de John Brown, blessé et qui ne veut plus suivre son père. Custer et Stuart ne sont pas d'accord sur l'esclavagisme mais s'entendent sur le respect de la loi qui l'autorise. Jason et Kit Carson condamnent John Brown, non pour ce qu'il pense, mais parce que c'est un assassin. Jason souhaite la mort de son père pour sauver d'autres vies, et révèle qu'il se cache à Palmyra. Kit Carson et Stuart s'émeuvent de toute la violence menée au nom de principes et s'interrogent : Qui a tort ? demande Kit Carson. « L'Amérique essaie de décider. Avec des mots dans l'Est et des fusils dans l'Ouest. Un jour les mots se transformeront en fusils. — On ne peut pas arrêter ca, libérer les esclaves avant qu'il ne soit trop tard ? — Tout s'arrêtera quand John Brown sera pendu. Le Sud règlera ça sans heurter sa fierté et sans ces fanatiques. » Et ils s'embrassent.
Jason meurt. Custer et Stuart partent débusquer John Brown mais arrivent trop tard à Delaware Crossing, ville fondée par des Sudistes et qu'il a mise à sac. Traqué, John Brown se prépare à quitter Palmyra et le Kansas, en abandonnant les Noirs, désormais libres, dit-il. Stuart, venu en reconnaissance à Palmyra, « cancer du Kansas, et fin de la route clandestine des esclaves », est démasqué et conduit à John Brown. À Stuart qui lui dit qu'il doit être jugé, non pour ses idées, mais pour ses méthodes, John Brown répond qu'il est aveugle : « Ce pays est sous l’emprise du diable, il est imprégné de péchés. Seul le sang le purifiera. — Il y a longtemps que la Virginie souhaite abolir l'esclavage, qu'elle ressent comme immoral. Le reste du Sud suivra son exemple, ce n'est qu'une question de temps. » Stuart apprend à John Brown que son fils est mort après les avoir rejoints. « Il a payé de sa vie les péchés de ce monde », répond John Brown. Stuart, qui parvient à échapper à la pendaison et à entraîner des Noirs, qui préfèrent l'esclavage au Texas à une vaine liberté au Kansas, est sauvé par la cavalerie, dans un combat où Oliver Brown est à son tour tué. John Brown et les abolitionnistes doivent quitter le Kansas, libéré de ses exactions.
Cyrus Holliday peut poursuivre la construction de la ligne de Santa Fé. Custer et Stuart, maintenant capitaines, demandent à Kit Carson qui elle aime, et  Stuart répond à sa place en l'embrassant. Une vieille indienne prédit aux sept héros qu'ils seront tous de grands combattants, mais qu’ils seront ennemis, ce qui ne suscite que leur hilarité et leurs moqueries.
À Boston, John Brown réunit de riches Nordistes et obtient le financement de la guerre civile qu'il veut déclencher. Il prépare l'attaque d'un arsenal fédéral, à Harper's Ferry, en Virginie-Occidentale. Ses rapports avec Carl Rader, qui n'a jamais reçu la solde promise, s'enveniment, et Rader livre les plans de l'attaque à l'armée. Kit Carson présente Charlotte, la fille de Jefferson Davis, à Custer, qui en tombe amoureux. Le colonel Lee, envoyé pour reprendre Harper's Ferry, mandate Stuart pour obtenir la reddition de John Brown, mais celui-ci préfère entraîner ses hommes à la mort plutôt que céder, non sans avoir abattu le « traître » Carl Rader.
John Brown est pendu, et Robert Lee conclut : « Ainsi périssent les ennemis de l'Union. »
Dans un train qui, peut-être, roule vers Santa Fe dans le soleil couchant, Jeb Stuart et Kit Carson Holliday se marient, laissant présager un second mariage, celui de George Custer et Charlotte Davis.

## Fiche technique
- Titre : La Piste de Santa Fe
- Titre original : Santa Fe Trail
- Réalisation : Michael Curtiz
- Scénario : Robert Buckner
- Production : Hal B. Wallis (producteur associé) et Robert Fellows (producteur exécutif)
- Société de production et de distribution : Warner Bros. Pictures
- Musique : Max Steiner
- Directeur de la photographie : Sol Polito
- Montage : George Amy
- Direction artistique : John Hughes
- Création des costumes : Milo Anderson
- Pays de production :  États-Unis
- Format : Noir et blanc - 1,37:1 - son Mono - 35 mm (RCA Sound System)
- Genre : Western
- Langue : Anglais
- Durée : 110 minutes
- Dates de sortie : 
  - États-Unis : 
    - 13 décembre 1940 (première mondiale à Santa Fe,  Nouveau-Mexique)
    - 20 décembre 1940 (première à New York)
    - 28 décembre 1940 (sortie nationale)

  - France : 24 juin 1948 (Paris)

## Distribution

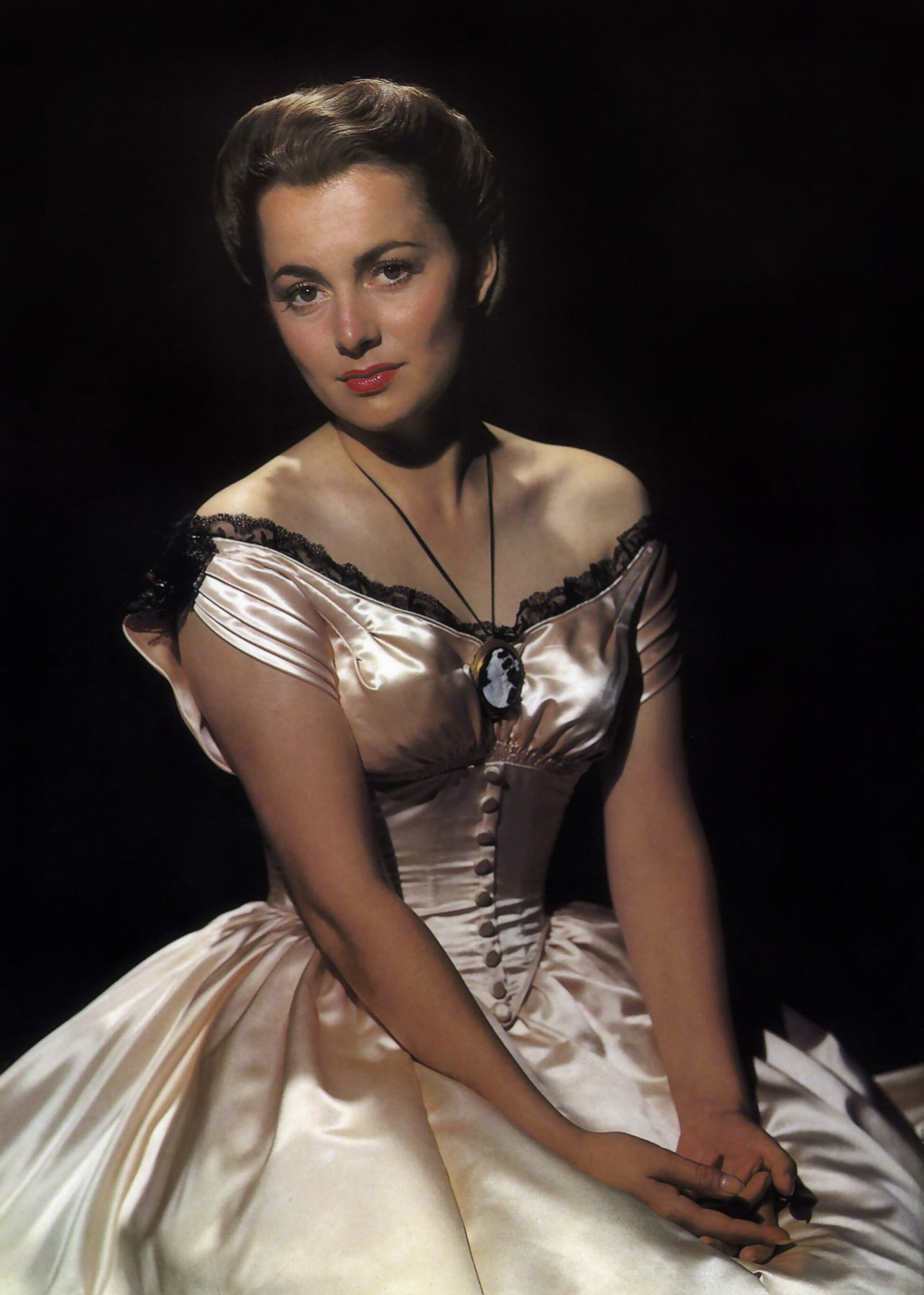
Olivia de Havilland : photo de promotion pour La Piste de Santa Fe

- Errol Flynn (VF : Marc Valbel) : Jeb Stuart
- Olivia de Havilland (VF : Renée Simonot) : Kit Carson Holliday
- Raymond Massey (VF : Claude Péran) : John Brown
- Ronald Reagan (VF : Roger Rudel) : George Custer
- Alan Hale (VF : Raymond Destac) : Tex Bell
- William Lundigan : Bob Holliday
- Van Heflin (VF : Serge Nadaud) : Carl Rader
- Gene Reynolds (VF : Michel François) : Jason Brown
- Henry O'Neill (VF : Camille Guérini) : Cyrus Holliday
- Guinn "Big Boy" Williams (VF : Jean Clarieux) : Windy Brody
- Alan Baxter (VF : René Fleur) : Oliver Brown
- John Litel : Martin
- Moroni Olsen (VF : Raymond Loyer) : colonel Robert E. Lee
- David Bruce : Phil Sheridan
- Hobart Cavanaugh (VF : Henri Ebstein) : Doyle
- Charles D. Brown (VF : Georges Spanelly) : major Sumner
- Joe Sawyer : Kitzmiller
- Frank Wilcox : James Longstreet
- Ward Bond : Townley
- Russell Simpson : Shubel Morgan
- Charles Middleton (VF : Antoine Balpêtré) : Gentry
- Erville Alderson (VF : Jacques de Féraudy) : Jefferson Davis
- Spencer Charters (VF : Albert Montigny) : le conducteur du train
- Susan Peters : Charlotte Davis
- William Marshall : George Pickett
- George Haywood : John Hood
- Russell Hicks : Dr. J. Boyce Russell

Acteurs non crédités
- Lane Chandler : un adjudant
- Theresa Harris : une femme de ménage
- Edward Hearn, Nestor Paiva : abolitionnistes
- Clinton Rosemond : le père de famille dans le train
- Ernest Whitman (VF : Allain Dhurtal) : l'homme noir caché dans la grange

## La Piste de Santa Feet l'Histoire

### Les personnages
Si nombre de personnages du film ont réellement existé, le scénario les utilise avec beaucoup de liberté et en suivant la tradition manichéenne du western.

#### Les officiers
- James Ewell Brown Stuart « Jeb » Stuart (1833-1864), est officier au Kansas, mais lors des guerres indiennes, et participe effectivement à l’assaut de l'arsenal fédéral de Harpers Ferry sous les ordres de Robert Lee. Il deviendra général dans l'armée sudiste, et sera tué au combat en 1864.
- George Armstrong Custer (1839-1876), ne quitte West Point qu'en 1861. Général de l'armée de l'Union, il se distingue à la bataille de Gettysburg, où il mène une charge de cavalerie contre les sudistes menés par Jeb Stuart. Il ne se marie évidemment pas avec la fille du président sudiste Jefferson Davis, mais devient ensuite une légende lors des guerres indiennes, trouvant la mort avec la défaite de Little Bighorn en 1876.
- Philip Sheridan (1831-1888) sera général dans l'armée nordiste et amènera Lee à se rendre. James Longstreet (1821-1904), John Bell Hood (1831-1879) et George Pickett (1825-1875) seront pour leur part généraux dans l'armée sudiste. Tous ont bien étudié à West Point, mais dans des promotions différentes, et aucun d'eux n'a pu participer aux événements relatés par le film.

#### Les abolitionnistes
- John Brown (1800-1859) est un entrepreneur de la côte est, qui cumule les faillites et milite très tôt pour l'abolition. Illuminé, il devient violent à partir de 1855. Le film entretient une confusion entre le massacre de Pottawatomie Creek (dont il est responsable) et la bataille d'Osawatomie (lors de laquelle il est attaqué par des esclavagistes), événements d'ailleurs postérieurs à leur mention par le film(1856).

#### Les dirigeants
- Robert L. Lee (1807-1870) est bien superintendant de l'académie militaire de West Point en 1854, année où son fils George Custis en sort d'ailleurs major de promotion. Il n'est alors que lieutenant-colonel : Abraham Lincoln le nommera colonel en 1861, puis général, promotion que Robert Lee refusera pour s'engager dans l'armée confédérée, dont il deviendra général en chef en 1865.
- Jefferson Davis (1808-1889) est effectivement alors secrétaire à la Guerre. Il sera le président des États confédérés durant toute la guerre de sécession. Il eut deux filles, mais pas de Charlotte, et aucune ne risquait d'épouser Custer : Davis refusa à la cadette de se marier parce qu'elle voulait épouser un abolitionniste du Nord.

#### Les civils
Cyrus K. Holliday (en) (1826-1900), entrepreneur des chemins de fer, s'installe au Kansas en 1854 où il participe à la fondation de Topeka. Il obtient de construire de la ligne Topeka-Santa Fe, qui suit le tracé de la piste de Santa Fe. Il dirigera la compagnie, puis fera partie de son conseil jusqu'à sa mort.
Les autres personnages, Carl Rader, Bob et Kit Carson Holliday... sont de fiction.

### La Piste de Santa Fe, film esclavagiste?
La lecture du synopsis montre que la question se pose et, au-delà, la question de ce que visaient les auteurs du film. Cherchaient-ils à simplement rééditer le triomphe d'Autant en emporte le vent l'année précédente, qui venait d'empocher 8 Oscars, pétri de nostalgie sudiste ?

#### Le contexte historique
La première moitié du XIXe siècle américain voit s’aiguiser une double opposition entre les États du Nord et les États du Sud, et le film rend implicitement compte de cette dualité :
- l’économie des États du Nord est largement fondée sur l’industrie et le commerce et n’a pas besoin de l’esclavage, auxquels ils s’opposent en outre pour des raisons humanitaires ou religieuses (notamment : les quakers) ; celle des États du Sud est fondée en grande partie sur les plantations (sucre, tabac, coton), grandes consommatrices de main d’œuvre, et les planteurs imaginent mal un autre modèle social que l’esclavage.
- à ce conflit de fond s’ajoute un conflit institutionnel, les États du Sud défendant une souveraineté dans le fil de la confédération très souple votée en 1777 ; les États du Nord, dès la constitution de 1787, font tout pour infléchir l’organisation vers le fédéralisme, avec des concessions telles que la liberté de chaque État de pratiquer ou non l’esclavage. Mais le Sud veut aussi la maîtrise de ses droits de douane…

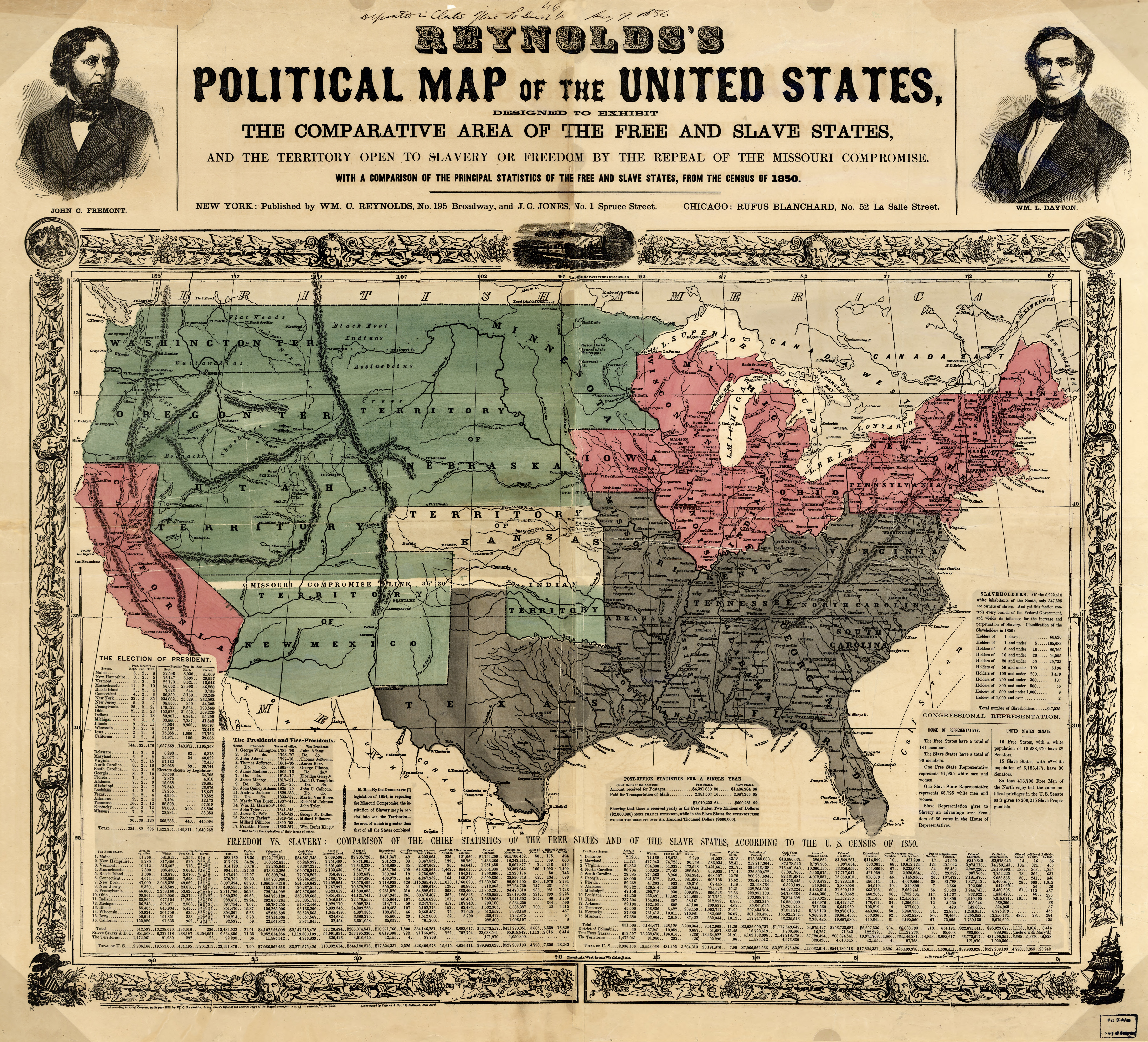
La carte de Reynolds (1856) fait apparaître les États esclavagistes en gris, les États abolitionnistes en rouge et les territoires américains en vert. Le Kansas, encore incertain, n'est pas coloré.

Or, la création de chaque nouvel État exacerbe les divisions entre Nord et Sud et la lutte pour le contrôle du pays. Lorsque la loi Kansas-Nebraska menace en 1854 de rompre l'équilibre antérieur en reconnaissant aux nouveaux États le droit de choisir leur position sur l'esclavage, les activistes affluent au Kansas pour tenter de contrôler le nouvel État : les Border Ruffians, armée privée levée par les grands propriétaires esclavagistes y affrontent de 1854 à 1861 les Free Soilers, militants anti-esclavagistes. C'est le Bleeding Kansas (« Kansas sanguinolent »), dont les affrontements préfigurent la guerre de Sécession et dont John Brown n'est qu'un acteur parmi d'autres.

Après La Case de l’oncle Tom, paru en 1852, soit deux ans avant la date de début de la fiction, et à qui Abraham Lincoln lui-même aurait attribué l’origine de la guerre de Sécession, la tragédie du Bleeding Kansas est considérée comme un des événements qui ont conduit au conflit armé.

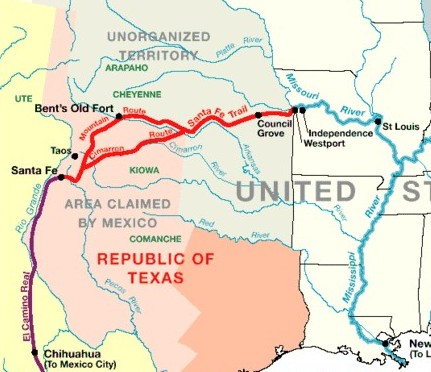
La piste de Santa Fe en 1845

#### Le discours affiché par le film
Outre les inexactitudes historiques relevées, le discours du film est orienté contre la violence, celle de John Brown, mais plus généralement contre toute violence (Stuart, futur sudiste, désarme aussi les esclavagistes dont John Brown a mis à sac la ville - film, 54 min 45 s). Le film ne prend pas parti entre les militaires aux sympathies abolitionnistes et ceux aux sympathies esclavagistes, les présentant avant tout comme des frères d'armes, et se lamentant seulement que ces amis doivent se battre un jour les uns contre les autres (film, 1 h 19 min 30 s). Son propos direct n’est pas esclavagiste : Stuart et les siens expliquent que le Sud renoncera naturellement à l’esclavage, qu’il faut seulement lui en laisser le temps, et ne pas « heurter sa fierté » (film, 1 h 3 min 15 s).

#### Le sous-texte de l’image
Malheureusement, tout dans le manichéisme de l’intrigue et de l’image contredit ce discours. Les bons, c’est la cavalerie, qui défend l’ordre et la loi institutionnalisant l’esclavage dans les États qui le veulent. Les méchants, ce sont les abolitionnistes, conduits par un fanatique secondé par un mercenaire sans idéal. Les personnages de l’armée sont gais, sympathiques, chantent ; les tenants de l’abolition suscitent l'épouvante, ils se montrent lugubres et sans pitié. Quant aux Noirs, abusés par la promesse de liberté de John Brown, ils se rendent compte que la liberté promise les abandonne en réalité, les laisse sans ressources, et que leur véritable ami est Stuart (film, 1 h 7 min 40 s) : ils préfèrent retourner au Texas esclavagiste plutôt que rester libres au Kansas (film, 1 h 11 min 10 s).
Ce manichéisme est « une grossière falsification historique » :« Les critiques ne s'y sont point trompés qui, depuis Jean-Louis Rieupeyrout jusqu'à Bertrand Tavernier et Jean-Pierre Coursodon, ont fustigé un parti pris que n'effacent ni l'émotion finale ni le désir de sacrifier le matériau historique à l'épique ». Les bons sentiments affichés semblent finalement la couverture d'une critique à peine voilée de l'abolition de l'esclavage.

#### John Brown face à l’Histoire
Le jugement de l’Histoire sur John Brown, certes fanatique et violent après 1855, est plus nuancé que celui du film. Avant sa pendaison, Victor Hugo tonne pour obtenir sa grâce : « Oui, que l’Amérique le sache et y songe, il y a quelque chose de plus effrayant que Caïn tuant Abel, c’est Washington tuant Spartacus ». Et les troupes nordistes chanteront la mémoire de ce nouveau Spartacus à la barbe de Robert Lee durant la guerre…

### La Piste de Santa Feet l'indianité
Les populations amérindiennes sont totalement absentes du film (hors la vieille diseuse de bonne aventure), soit autochtones (Kansas...), soit déplacées (Delawares...), alors qu'elles occupent largement la région (c'est une des raisons de la création de Fort Leavenworth), que les tensions sont déjà sensibles du fait de la pression des pionniers et que les guerres indiennes y dureront tout le quart de siècle suivant,.

## Autour du film
Après avoir été l'ami de Custer dans ce film, Errol Flynn joue l'année suivante, en 1941, le rôle du général George Armstrong Custer dans La Charge fantastique.
Olivia de Havilland joue pour la septième et avant-dernière fois avec Errol Flynn, qu'elle ne pouvait pas supporter. Elle interprète un personnage au nom improbable de Kit Carson Holliday. Ce nom est un clin d’œil à deux héros de la conquête de l’Ouest, Kit Carson et Doc Holliday.
Le film a été un grand succès aux États-Unis en 1940.
Le film est entré dans le domaine public en 1968 car United Artists n'a pas renouvelé son droit d'auteur[réf. nécessaire].

### Ouvrages généraux
- Gérard Devillers et Marceau Devillers, Anthologie du Cinéma, tome V : Errol Flynn, Paris, L'Avant-scène Cinéma, 1970, p. 337-392.

### Monographies
- René Noizet, Tous les chemins mènent à Hollywood : Michael Curtiz, Paris, L'Harmattan, 1997, 383 p. (ISBN 2-7384-5667-7 et 978-2738-45667-0), p. 227-228.
- (en) Tony Thomas, Rudy Behlmer et Clifford McCarty, The Films of Errol Flynn, Secaucus, New Jersey, The Citadel Press, 1969, 221 p. (ISBN 0-8065-0237-1), p. 97-100.